# Marina Monti
Marina Monti (Roma, 20 aprile 1960) è un'ex cestista italiana.

## Carriera
Con l'Italia ha disputato due edizioni dei Campionati europei (1980, 1981).